# Olympische Sommerspiele 2024/Trampolinturnen – Männer
Das Trampolinturnen der Männer bei den Olympischen Spielen 2024 in Paris fand am 2. August 2024 in der Bercy Arena statt. Titelverteidiger war Iwan Litwinowitsch, der in Tokio vor dem Chinesen Dong Dong zu seiner ersten olympischen Medaille sprang. Litwinowitsch wurde erneut Olympiasieger.

## Titelträger
| Olympische Spiele 2020         | Iwan Litwinowitsch | Tokio      |
| Weltmeisterschaften 2023       | Yan Langyu         | Birmingham |
| Afrikameisterschaften 2024     |                    | Bizerte    |
| Panamerikameisterschaften 2024 |                    | Lima       |
| Asienmeisterschaften 2024      | Li Yuming          | Hongkong   |
| Europameisterschaften 2024     | Pedro Ferreira     | Guimarães  |
| Ozeanienmeisterschaften 2024   |                    |            |

## Qualifikation
Bei den Weltmeisterschaften 2023 erhielten die NOKs der besten fünf Athleten ein Quotenplatz, allerdings wurde maximal ein Platz pro Nation vergeben. Abhängig von der Zahl der bereits qualifizierten Nationen erhielten mindestens vier weitere Nationen einen Quotenplatz über die Weltcup-Serie, die zwischen Februar 2023 und April 2024 ausgetragen wurde. Zusätzlich wurde ein Quotenplatz über die kontinentalen Meisterschaften vergeben. Jedoch beanspruchte kein Kontinent einer der Quotenplätze.

## Ergebnisse

### Qualifikation
| Rang | Athlet              | Nation                         | 1. Sprung | 2. Sprung | Gesamt | Anm. |
| ---- | ------------------- | ------------------------------ | --------- | --------- | ------ | ---- |
| 1    | Iwan Litwinowitsch  | Individuelle Neutrale Athleten | 63,420    | 42,580    | 63,420 | Q    |
| 2    | Wang Zisai          | China                          | 60,950    | 62,230    | 62,230 | Q    |
| 3    | Yan Langyu          | China                          | 61,420    | 62,220    | 62,220 | Q    |
| 4    | Dylan Schmidt       | Neuseeland                     | 59,510    | 60,810    | 60,810 | Q    |
| 5    | Gabriel Albuquerque | Portugal                       | 59,750    | 31,070    | 59,750 | Q    |
| 6    | Pierre Gouzou       | Frankreich                     | 58,520    | 59,100    | 59,100 | Q    |
| 7    | Zak Perzamanos      | Großbritannien                 | 58,800    | 59,030    | 59,030 | Q    |
| 8    | Ángel Hernández     | Kolumbien                      | 57,900    | 58,640    | 58,640 | Q    |
| 9    | Danil Mussabajew    | Kasachstan                     | 58,070    | 52,550    | 58,070 | R1   |
| 10   | Aliaksei Shostak    | Vereinigte Staaten             | 57,350    | 6,120     | 57,350 | R2   |
| 11   | Fabian Vogel        | Deutschland                    | 29,120    | 56,890    | 56,890 |      |
| 12   | Rayan Dutra         | Brasilien                      | 56,370    | 56,210    | 56,370 |      |
| 13   | Brock Batty         | Australien                     | 55,890    | 23,150    | 55,890 |      |
| 14   | David Vega          | Spanien                        | 55,620    | 28,160    | 55,620 |      |
| 15   | Benny Wizani        | Österreich                     | 54,990    | 12,460    | 54,990 |      |
| 16   | Ryūsei Nishioka     | Japan                          | 24,710    | 35,750    | 35,750 |      |

### Finale
| Rang | Athlet              | Nation                         | Schwierigkeit | Ausführung | Flug   | Wandern | Abzug  | Gesamt |
| ---- | ------------------- | ------------------------------ | ------------- | ---------- | ------ | ------- | ------ | ------ |
| 1    | Iwan Litwinowitsch  | Individuelle Neutrale Athleten | 18,400        | 16,700     | 18,490 | 9,500   |        | 63,090 |
| 2    | Wang Zisai          | China                          | 18,000        | 17,000     | 17,590 | 9,300   |        | 61,890 |
| 3    | Yan Langyu          | China                          | 17,800        | 16,600     | 17,850 | 8,900   | -0,200 | 60,950 |
| 4    | Zak Perzamanos      | Großbritannien                 | 18,500        | 14,300     | 17,540 | 9,500   |        | 59,840 |
| 5    | Gabriel Albuquerque | Portugal                       | 18,000        | 15,500     | 17,240 | 9,000   |        | 59,740 |
| 6    | Pierre Gouzou       | Frankreich                     | 17,100        | 15,600     | 16,940 | 9,300   |        | 58,940 |
| 7    | Ángel Hernández     | Kolumbien                      | 16,000        | 13,700     | 15,250 | 8,200   |        | 53,150 |
| 8    | Dylan Schmidt       | Neuseeland                     | 6,300         | 5,000      | 5,500  | 2,700   |        | 19,500 |